# Полуночники (цикл)
«Полуночники» (англ. Midnighters) — фэнтезийная трилогия писателя Скотта Вестерфельда, в которой рассказывается о приключениях группы подростков, родившихся в полночь и для которых этот миг растягивается на целый час, полный опасностей.

## Серия книг
Вышло 3 книги в период с 2004 по 2005 год.
| Год  | Русское название                | Оригинальное название                  |
| ---- | ------------------------------- | -------------------------------------- |
| 2004 | Полуночники: Тайный час         | Midnighters: Vol. 1: The Secret Hour   |
| 2005 | Полуночники: Прикосновения тьмы | Midnighters: Vol. 2: Touching Darkness |
| 2005 | Полуночники: Черный полдень     | Midnighters: Vol. 3: Blue Noon         |

Эксклюзивными правами на издание трилогии «Полуночники» на русском языке владеет издательство Эксмо.

## Полуночники
Люди, которые родились в 00:00 (с некоторыми погрешностями) — это люди, которые от рождения обладают различными способностями. Некоторые из них действуют только в тайный час, а некоторые постоянно.
Внешностью почти ничем не отличаются от обычных людей. Разве что глаза у полуночников не приспособлены к дневному свету, поэтому иногда они носят темные очки, так как яркий свет причиняет им неудобство, а иногда и боль. Во время тайного часа их цвет глаз приобретает лиловый цвет.

### Нынешнее поколение полуночников
Джессика «Джесс» Дэй (англ. Jassica "Jass" Day) — Пятнадцатилетняя полуночница, переехавшая в Биксби из Чикаго. Для полуночницы Джессика довольно необычная, как говорила Мелисса, она очень «дневная» (даже внешность — рыжие волосы, зеленые глаза): её глаза хорошо воспринимают свет, во время тайного часа не отливают лиловым, а остаются зелеными.
Как только Джессика переехала в Биксби, она сразу же стала «Мисс Популярностью», в первый же день познакомилась с большинством людей, а также с полуночниками.
У Джессики очень необычный и опасный талант — она огнетворец, т.е. способна «принести» огонь в тайный час, позже впитала силу молнии в правую руку, которая стала светиться. Предположительно, она единственный человек, который когда-либо владел таким даром, так как Рекс говорил, что такого таланта не существовало, по крайней мере он никогда не упоминался в истории Полуночи.
В конце третьей книги застряла в тайном часе, спасая Биксби от вторжения темняков.
Дездемона «Десс» (англ. Desdemona "Dess") — эрудит, что означает, что у неё есть врожденная способность к математике. Она без труда может перемножать трехзначные числа, определять координаты какого-либо места и т. п. Именно она ввела такое понятие как «тредекалогизм», а также изобретает новые виды защиты. Таким образом, она — эксперт группы по антитемняковой защите и вооружению. Дар Десс полезен как в Синее Время, так и в обычное.
Она — единственный полуночник, который не встречается с кем-то, и хотя она слегка обеспокоена этим, это не поглощает её.
У Десс есть чрезвычайная неприязнь к Мелиссе из-за её дара, которая, как она думает, постоянно манипулирует людьми. Поэтому Десс частенько называет её «Королевой стерв». Но в эпилоге она признает, что её ненависть к Мелиссе испарилась.
Рекс Грин (англ. Rex Greene) — Следопыт, который может читать знаки полуночи, которые являются историей всего, что связано с Тайным часом. В течение дня он носит очки. Без них он может видеть лишь других полуночников и что-либо затронутое темняками, в то время как все остальное расплывается. В третьей книге Рекс теряет потребность в очках, после того, как из него чуть не сделали темняка.
После того, как Рекса попытались изменить, он начинает бороться с темняком в нём. Когда он возвращается в школу, он не может не рассматривать других школьников как добычу. Также Рекс начинает ненавидеть все то, что создано человеком: числа, слова из тринадцати букв, новые металлы и пластмассы.
Мелисса — его лучшая и самая давняя подруга, которую он знает с восьми лет. Называет её «Ковбойшей», т.к в детстве она промчалась через весь город, в пижамке с ковбоями, только чтобы отыскать Рекса.
В течение всей трилогии у Рекса и Мелиссы развиваются романтические отношения.
Джонатан Мартинес (англ. Jonathan Martinez) — полуночник, переехавший из Филадельфии за 2 — 2,5 года до появления Джессики.
Джонатан — акробат. В течение Синего часа он практически невесом. В отличие от талантов Десс, Рекса, и Мелиссы, акробатические навыки Джонатана функционируют только в течение полуночи. Так же может разделять свою силу с другими полуночниками, например, с Джессикой, с которой они летают почти каждую ночь и с которой у него завязались романтические отношения.
Джонатан является также самым беззаботным из всех полуночников. Он не считает наступление Синевы по всему миру чем-то ужасным.
Перед событиями первой книги Джонатан редко связывается с другими полуночниками, из-за конфликта с Рексом.
В плохих отношениях с полицией, как и его отец.
Мелисса (англ. Melissa) — полуночница-телепатка. Постоянно слышит мысли окружающих её людей, из-за этого она часто чувствует себя разбитой. Поэтому почти всегда надевает наушники, так как музыка частично заглушает чужие мысли.
Так же Мелисса способна чувствовать то, что чувствует другой человек, что делает её эмпатом. Ещё она может стирать воспоминания людей.
Мелисса нашла Рекса, когда ей было 8 лет, пробежав через весь Биксби в пижаме с ковбоями. Поэтому Рекс всегда называет её «Ковбойшей». А она именует его «Красавчик». Они — очень хорошие друзья и, в конечном счете, у них завязываются романтические отношения.
Мелисса часто упоминается как грубый, неотесанный, недоверчивый и вообще противный всем, за исключением Рекса, которого она любит, человек. Мелисса была описана как «озлобленная готесса», и кроме полуночников не имеет никаких друзей.
Одна из способностей Мелиссы — то, что она называет «разрыв разума». У Мелиссы есть способность войти в чью-то душу, и заставить человека сойти с ума. Однажды, когда она была ребёнком, она случайно сделала это с отцом Рекса, из-за того, что тот часто избивал Рекса и издевался над ним.

### Прошлое поколение полуночников
Мадлен Хайз (англ. Madeline Hise) — рожденная в 1939 году полуночница-телепатка, последняя из выживших полуночников прошлого поколения. Все пятьдесят лет пряталась в зоне так называемого «сумеречного искажения». Упоминается ещё в первой книге, однако узнать о ней смогли лишь во второй книге. Её обнаружила Десс, которой та посылала странные сны. Так же она запечатала воспоминания Десс от Мелиссы, так как не хотела, чтобы другие полуночники узнали о ней, но Мелисса все равно смогла проникнуть в разум Десс.
Позже выяснилось, что это Мадлен виновата в том, что случилось пятьдесят лет назад, а именно в исчезновении полуночников. Хотя она уверяла, что она не в чём не виновата, а началом конца стали кондиционеры и телевизоры.
Анатея (англ. Anathea) — рожденная в 1940 году полуночница-следопыт. В 1952 году, когда девочке было 12 лет, дед Констанцы похитил её и бросил темнякам, которые превратили её в полунелюдь, и благодаря которой они общались с семейством Грейфутов. Когда она начала умирать, темняки подыскали ей замену — Рекса, но у них ничего не вышло.
Девочку нельзя было спасти, и она умерла, держась за руку Джонатона, который напоминал ей прошлого акробата, её возлюбленного. На момент смерти Анатее было 14 лет, так как последние 50 лет она жила всего лишь час в сутки.
Билли Клинтон (англ. Billy Clinton) — полуночник из прошлого поколения. О нём известно только то, что он был акробатом, как и Джонатан, и что у него были романтические отношения с Анатеей.

## Темняки
Темняки (англ. Darklings) — твари, которые выходят только в Тайный час и охотятся на полуночников, людей они обычно не трогают. Темняки могут перевоплощаться в разного рода существ (чаще всего это страхи людей — змеи, пауки, даже кошки, которых полуночники называют психокисками). Так же они умеют летать. Для этого им нужно перевоплотиться в существо с крыльями. При убийстве темняков от них исходит очень неприятный, тошнотворный запах. Выглядят они в большинстве своем бесформенно (в своем естественном состоянии), но есть одна характерная черта — у них чёрная шерсть (в любом обличье) и лиловые глаза.
Ползучки (англ. Slithers) — те же самые темняки, только меньше размером и всегда выглядят как змеи или змеи с крыльями (летучие ползучки — название придуманное Десс). Могут больно укусить, но не убить.
Древние — самые старые среди темняков и самые мудрые. В отличие от остальных тварей выходят не каждую ночь, а только если уверены, что добыча того стоит. Они хранят знания многих тысяч лет. Не имеют формы, но у них есть щупальца, которые, касаясь человека, могут заставить его почувствовать все свои страхи и потерять веру в себя.

## Основные понятия
Тайный (синий) час / синева — это время, которое начинается ровно в 00:00 и длится целый час. В это время обычные люди застывают, но сами полуночники в это время не застывают и могут пользоваться своими силами. Так же в этот час просыпаются темняки и ползучки. В это время не работают никакие технические устройства. И все предметы в это время источают синий свет (отсюда и название часа). Кроме техники застывают все природные явления, а также все живое. На небе в это время всходит темная луна. Она очень большая и двигается от одного края неба к другому за час. Начало тайного часа, а также его окончание сопровождается небольшой вибрацией земли.
Манекены — так полуночники называют застывших во время Тайного часа людей, поскольку глаза людей остекленеют, а кожа становится похожей на фарфор.
Тридекалогизм  — слово из тринадцати букв, использование которого в названии предмета из стали помогает бороться с темными существами. Улучшенный вариант тридекалогизма — сочетание трёх слов из тринадцати букв.
«Затмение»/времятрясение/первичное искажение — наступление Тайного часа в любое время дня и ночи.
Сумеречное искажение — зона, которую нельзя обнаружить с помощью телепатии, а также невозможно обнаружить человека, если он находится в этой зоне. Телепаты, находясь в сумеречном искажении могут читать мысли людей, находящихся здесь же только посредством физического контакта. Именно в таком месте скрывалась Мадлен все 50 лет.
Талант — дар полуночника, проявляющийся либо в Тайный час (как у Джессики и Джонатана), либо действующий постоянно (как у Рекса, Десс и Мелиссы).